# Warsztaty Terapii Zajęciowej
Warsztaty terapii zajęciowej, WTZ – placówka wykonująca rehabilitację społeczną i zawodową niepełnosprawnych podopiecznych. Terapia realizowana jest poprzez terapię zajęciową. Podstawą prawną działania WTZ są ustawa o rehabilitacji zawodowej i społecznej oraz zatrudnianiu osób niepełnosprawnych oraz rozporządzenie o WTZ-ach.
Uczestnictwo w warsztatach terapii zajęciowej zalicza się do podstawowych form aktywności wspomagającej proces rehabilitacji zawodowej i społecznej osób niepełnosprawnych

## Historia

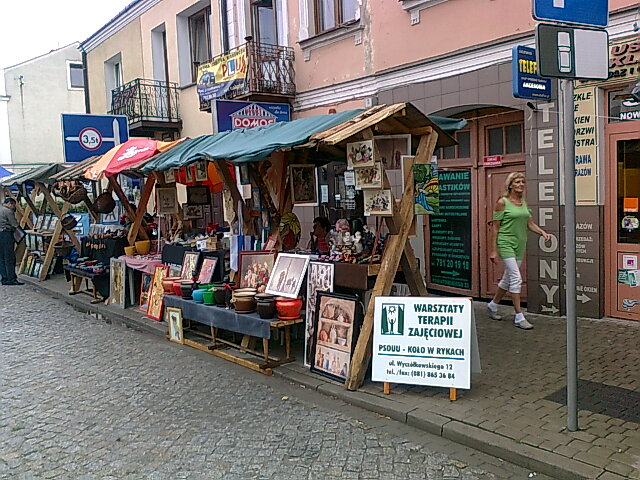
Stoisko WTZ PSOUU Koło w Rykach na Weekend z LRY 2012

WTZ zaczęto tworzyć od 1991 roku. W 1997 roku do zadań placówek dopisano rehabilitację zawodową.

## Zadania
1. ogólne usprawnianie;
2. rozwijanie umiejętności wykonywania czynności życia codziennego, w tym zaradności osobistej dzięki stosowaniu różnych technik terapii zajęciowej;
3. przygotowanie do życia w środowisku społecznym w szczególności poprzez rozwój umiejętności planowania i komunikowania się, dokonywania wyborów, decydowania o swoich sprawach oraz rozwój innych umiejętności niezbędnych w życiu, a także poprawę kondycji fizycznej i psychicznej;
4. rozwijanie podstawowych oraz specjalistycznych umiejętności zawodowych, umożliwiających późniejsze podjęcie pracy zawodowej w zakładzie aktywności zawodowej lub innej pracy zarobkowej bądź szkolenia zawodowego.

Zajęcia w warsztacie prowadzone są zgodnie z indywidualnym programem rehabilitacji i terapii.

## Uczestnicy WTZ
Osoby niepełnosprawne będące klientami WTZ nazywane są uczestnikami.
Uczestnicy WTZ muszą posiadać orzeczenie o niepełnosprawności. Orzeczenie takie (wraz z kwalifikacją do uczestnictwa w warsztatach terapii zajęciowej) wydają powiatowe zespoły do spraw orzekania o niepełnosprawności. Przy lekkim stopniu niepełnosprawności WTZ nie mogą zostać przyznane. Przy umiarkowanym stopniu niepełnosprawności wskazanie do WTZ może zostać uwzględnione przy symbolach przyczyny niepełnosprawności 01-U i 02-P i niezdolności do pracy. Przy znacznym stopniu i zapisem o niezdolności do pracy WTZ mogą zostać przyznane osobie bez względu na symbol przyczyny niepełnosprawności.
Liczebność grup terapeutycznych oraz pracujących w grupie instruktorów terapii zajęciowej ustala się w zależności od stopnia i rodzaju niepełnosprawności uczestników. Na jedną osobę pracującą bezpośrednio z uczestnikami nie powinno przypadać więcej niż pięciu uczestników.

## Formy terapii
Zasadniczą formą terapii jest terapia zajęciowa. Poza nią WTZ-y wykorzystują najczęściej zajęcia ruchowe, ogólnousprawniające, komunikację społeczną i terapię psychologiczną.

## Finansowanie
WTZ jest finansowany w 90% ze środków PFRON i w 10% ze środków samorządowych. Możliwe jest też pozyskiwanie środków z innych źródeł. Wśród nich wymienia się: dotacje samorządowe, darowizny z organizacji pozarządowych i osób prywatnych oraz darowizny sponsorów.
Działalność warsztatu jest działalnością o charakterze niezarobkowym. Ewentualny dochód ze sprzedaży produktów i usług wykonanych przez uczestników warsztatu w ramach realizowanego przez nich programu rehabilitacji i terapii przeznacza się w porozumieniu z uczestnikami na pokrycie wydatków związanych z integracją społeczną uczestników.